# آرمن پاپیکیان
آرمن سمباتی پاپیکیان (Արմեն Սմբատի Պապիկյան؛ زادهٔ ۲۲ نوامبر ۱۹۷۳) یک دیپلمات اهل ارمنستان است که از تاریخ ۲۲ سپتامبر ۲۰۱۱ تا تاریخ ۲۴ ژوئن ۲۰۱۶ و بار دیگر از تاریخ ۲۰۲۴ تا کنون در سمت نمایندگی دایمی جمهوری ارمنستان در شورای اروپا را برعهده دارد.

## زندگی‌نامه
در ۲۲ نوامبر ۱۹۷۳ در ایروان به دنیا آمد و از دانشگاه تافتس فارغ‌التحصیل شد. وی به زبان‌های روسی، انگلیسی و فرانسوی تسلط دارد.

## سمت‌ها
- نمایندگی دایمی ارمنستان در صندوق توسعه بین‌المللی اوپک[ب] ۲۰۱۹–۲۰۲۴
- نمایندگی دایمی ارمنستان در کمیسیون مقدماتی برای ایجاد پیمان جامع منع آزمایش‌های هسته‌ای[پ] ۲۰۱۹–۲۰۲۴
- نمایندگی دایمی ارمنستان در آژانس بین‌المللی انرژی اتمی[ت] ۲۰۱۹–۲۰۲۴
- نمایندگی دایمی ارمنستان در آکادمی بین‌المللی مبارزه با فساد[ث] ۲۰۱۹–۲۰۲۴
- نمایندگی دایمی ارمنستان در دفتر مقابله با مواد مخدر و جرم سازمان ملل متحد[ج] ۲۰۱۹–۲۰۲۴
- نمایندگی دایمی ارمنستان در سازمان توسعه صنعتی ملل متحد[چ] ۲۰۱۹–۲۰۲۴
- نمایندگی دایمی ارمنستان در سازمان ملل متحد ۲۰۱۹–۲۰۲۴
- نمایندگی دایمی ارمنستان در سازمان امنیت و همکاری اروپا[ح] ۲۰۱۹–۲۰۲۴

## یادداشت
1. ↑  Պարույր Հովհաննիսյան
2. ↑  ՕՊԵԿ-Ի ՄԻՋԱԶԳԱՅԻՆ ԶԱՐԳԱՑՄԱՆ ՀԻՄՆԱԴՐԱՄ
3. ↑  ՄԻՋՈՒԿԱՅԻՆ ՓՈՐՁԱՐԿՈՒՄՆԵՐԻ ՀԱՄԱՊԱՐՓԱԿ ԱՐԳԵԼՄԱՆ ՊԱՅՄԱՆԱԳՐԻ ԿԱԶՄԱԿԵՐՊՈՒԹՅԱՆ ՆԱԽԱՊԱՏՐԱՍՏԱԿԱՆ ՀԱՆՁՆԱԺՈՂՈՎ
4. ↑  ԱՏՈՄԱՅԻՆ ԷՆԵՐԳԻԱՅԻ ՄԻՋԱԶԳԱՅԻՆ ԳՈՐԾԱԿԱԼՈՒԹՅՈՒՆ
5. ↑  ՄԻՋԱԶԳԱՅԻՆ ՀԱԿԱԿՈՌՈՒՊՑԻՈՆ ԱԿԱԴԵՄԻԱ
6. ↑  ՄԱԿ-Ի ԹՄՐԱՄԻՋՈՑՆԵՐԻ ԵՎ ՀԱՆՑԱՎՈՐՈՒԹՅԱՆ ԴԵՄ ՊԱՅՔԱՐԻ ԳՐԱՍԵՆՅԱԿ
7. ↑  ՄԱԿ-Ի ԱՐԴՅՈՒՆԱԲԵՐԱԿԱՆ ԶԱՐԳԱՑՄԱՆ ԿԱԶՄԱԿԵՐՊՈՒԹՅՈՒՆ
8. ↑  ԵՎՐՈՊԱՅՈՒՄ ԱՆՎՏԱՆԳՈՒԹՅԱՆ ԵՎ ՀԱՄԱԳՈՐԾԱԿՑՈՒԹՅԱՆ ԿԱԶՄԱԿԵՐՊՈՒԹՅՈՒՆ